# 훙두 JL-8
홍두 JL-8은 2개의 좌석을 지닌 중등 훈련기 및 경공격기로 설계된 중화 인민 공화국의 훈련기. 중국 난창(南昌)이라고도 불리는 항공기이다. 제조 및 주 계약자는 Hongdu 항공 공업 주식 회사다. K-8 카라코룸으로 수출 변형,공동 제작을 파키스탄에서 했다.

## 개발
1970년대와 80년대에 제트 훈련기를 중국은 갖추지 못했다. 90년대에 개발한 중국의 제트 훈련기가 홍두 JL-8이었다. 개렛 TFE731 엔진을 탑재했다.

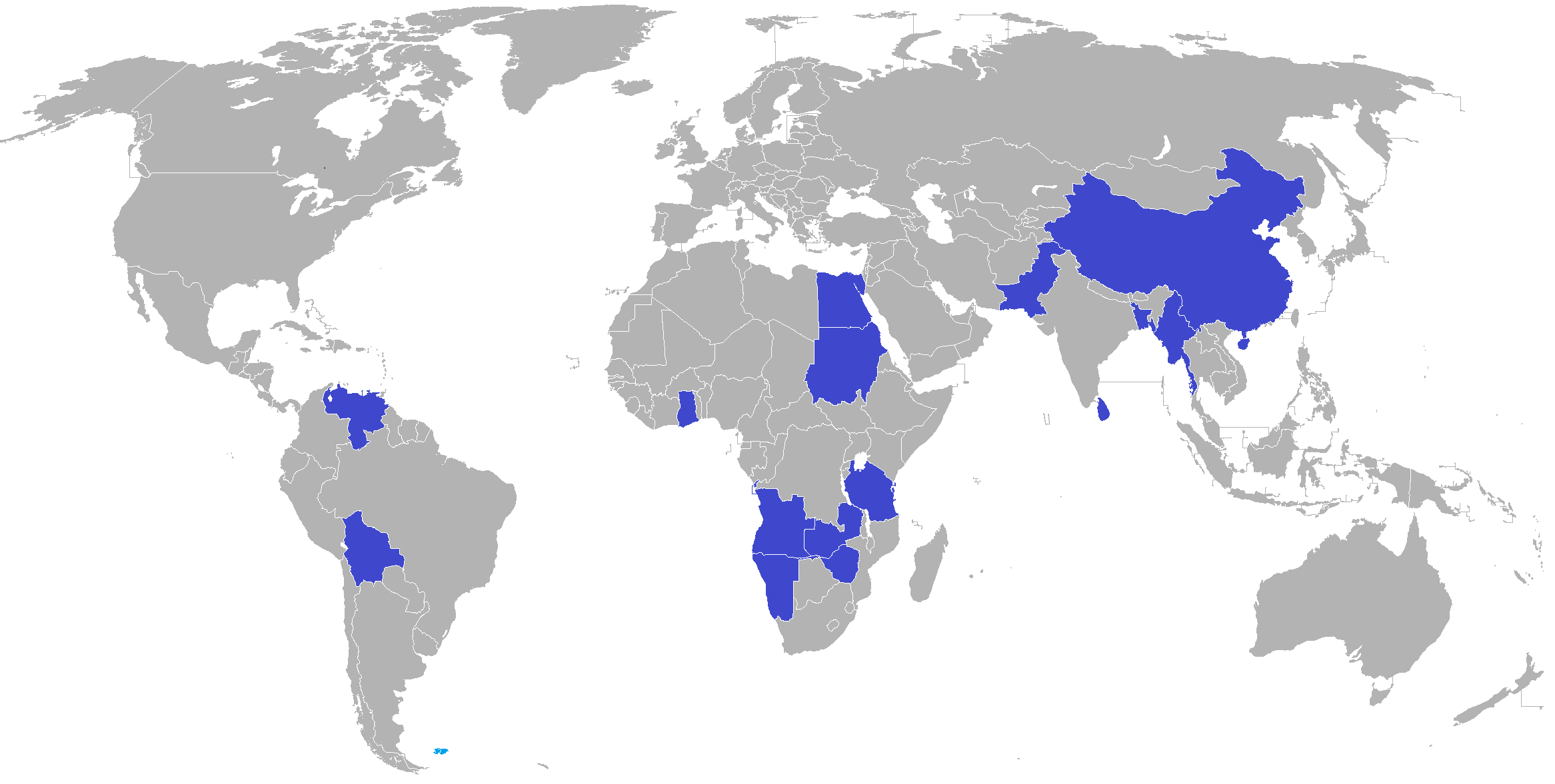
빨강색은 현재 운용국. 진홍색은 과거 운용국.

## 운용국
- 중국 - 300대(+300대 주문)
- 스리랑카 - 5대(+2대 주문)
- 가나 - 4대
- 방글라데시 - 9대
- 나미비아 - 12대
- 볼리비아 - 6대
- 미얀마 - 32대(+28대 주문)
- 이집트 - 118대
- 수단 - 17대
- 베네수엘라 - 22대
- 잠비아 - 15대
- 짐바브웨 - 11대
- 탄자니아 - 6대

## 사건
2008년 9월 5일에 9am에, 짐바브웨 공군의 K-8 카라코룸 트레이너의 마을을 통해 추락, 두 조종사 사망. 항공기는 일상적인 훈련 출격이었다.
2010년 7월 21일에서 베네수엘라 공군의 K-8 카라코룸 트레이너는 단 4 월이 출산 후 추락했다. 조종사는 사출 생존 할 수 있었다.
2011년 8월 20일에서 두 짐바브웨 공군 K-8의 공중에서 충돌.
2012년 10월 23일에서 동안 K-8 카라코룸 교육면 손실 방향 제어는 줄리어스 니 에레 레 국제 공항, 다르 에스 살람에서 벗어. 두 조종사가 사출되지만 그 중 하나는 충격에 사망했다. 비행기는 활주로를 떠나 컨테이너를 쳤다.
2012년 11월 27일에서 베네수엘라 사고.

## 제원

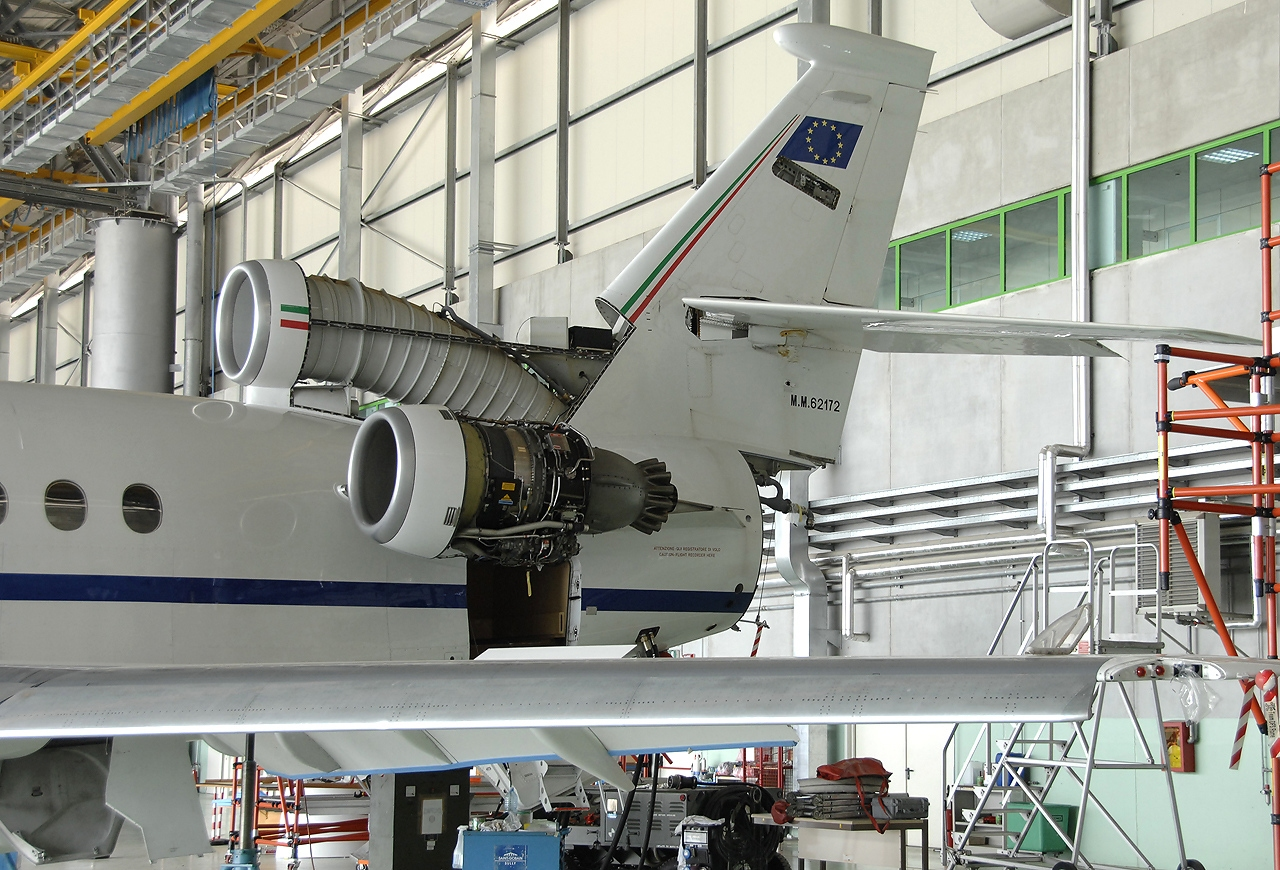
미국제 개렛 TFE731 엔진은 홍두 JL-8에 사용된다. 세스나기에도 많이 탑재된다.

### 일반 특성
- 승무원 : 2명
- 길이 : 11.6 m (38피트 0)
- 날개 길이 : 9.63 m (31피트 7)
- 높이 : 4.21 m (13피트 9)
- 자체 중량 : 2,687kg (5,924 파운드)
- 최대 이륙 중량 : 4,330kg (9,546 파운드)
- 엔진 : 1 × 개렛 TFE731-2A-2A의 터보 팬 , 16.01 KN (3,600 파운드)

### 성능
- 최대 속도 : 마하 0.75 (800kmh, 498mph)
- 범위 : 2,250km (1,398 마일)
- 실용 상승 하도 : 13,000m (4만2천6백51피트)
- 날개 무게 : 254.40 kg의 m -2 ()
- 최대. 기체의 부하 계수 : 7.33 g / -3.0 g
- 무장

총 : 1 × 23mm 대포 포드 (중심선의 하드 포인트에 장착)
하드 포인트 : 5, 총 용량 1,000kg (2,205 파운드) 외부 연료와 무장 :
4 ×는 아래 날개, 용량 250kg 각
1 × 아래 - 동체 (23mm 대포 포드 마운트)
로켓 : 57mm 비유도 로켓 포드, 용량 24 라운드 (12 라운드 각각 2 × 포드)
공대공 미사일 : PL-5 , PL-7
폭탄 : 200kg, 250kg 비유도 폭탄 , BL755의 클러스터 폭탄
기타 :
2 × 80 갤런의 연료 드롭 탱크 바깥에서 날개 하드 포인트에 마운트된
- 항공 전자장비:EFIS

## 같이 보기
- 아에로 L-39 알바트로스
- 미쓰비시 T-2